# Île du Petit Ribaud
L'île du Petit Ribaud est un îlot se situant entre l'île du Grand Ribaud et la presqu'île de Giens, au sud-ouest de l'embarcadère de la Tour Fondue, à Hyères.
L'îlot du Ribaudon se trouve entre la pointe de Terre Rouge et l'île du Petit Ribaud.

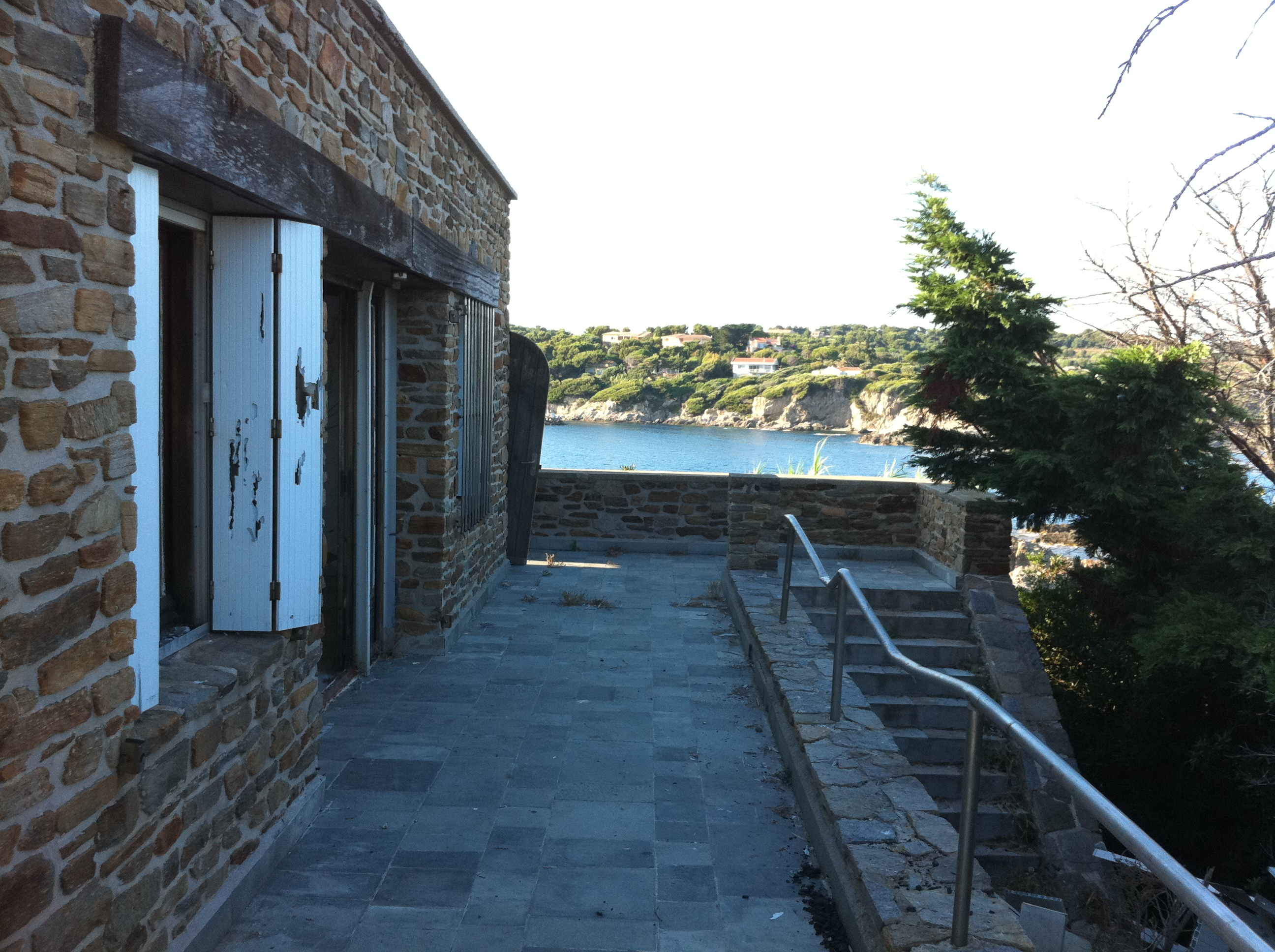
Petit Ribaud

Une maison en pierre édifiée sur deux niveaux est présente sur le Petit Ribaud. Elle paraît abandonnée.
Elle a été mise en vente il y a plusieurs dizaines d'années (parution dans les pages immobilier du Figaro magazine), mais elle n'a pas trouvé preneur. Cette île présente en effet de nombreux handicaps : exposition très forte au vent (mistral et vent d'Est), petit terrain, absence de port abrité, pas de plage, impossibilité de construire, insularité. Toutefois, le site est unique en raison de son emplacement et de sa rareté. L'île jouit d'un dispositif d'alimentation en eau et en électricité.
Raphaël Meltz a publié dans la revue Le Tigre de septembre 2013 un reportage sur l'île du Petit Ribaud. Son enquête mêle des recherches dans les archives de la presse, Internet (dont le présent article sur Wikipédia) ainsi que des témoignages afin de reconstituer l'histoire récente de l'île.